# Luciano De Paolis
Pour les articles homonymes, voir De Paolis.
Luciano De Paolis, né le 14 juin 1941 à Rome, est un bobeur italien des années 1960 et 1970.

## Carrière
Luciano de Paolis participe aux Jeux olympiques de 1968 à Grenoble et est sacré champion olympique dans les deux épreuves que sont le bob à deux (avec Eugenio Monti) et le bob à quatre (avec Eugenio Monti, Roberto Zandonella et Mario Armano).
L'année suivante, il remporte la médaille d'or en bob à quatre aux Championnats d'Europe de bobsleigh 1969 à Cervinia avec Alberto Frigo, Gino Basuino et Antonio Brabcaccio.
Il remporte aussi la médaille d'or mondiale en bob à quatre aux Championnats du monde de bobsleigh 1970 à Saint-Moritz avec Nevio de Zordo, Roberto Zandonella et Mario Armano.
Aux Jeux olympiques de 1972 à Sapporo, il termine huitième en bob à quatre avec Gianfranco Gaspari, Roberto Zandonella et Mario Armano.

## Palmarès

### Jeux Olympiques
- : médaillé d'or en bob à 2 aux JO 1968.
- : médaillé d'or en bob à 4 aux JO 1968.

### Championnats monde
- : médaillé d'or en bob à 4 aux championnats monde de 1970.